# Žánrová fotografie

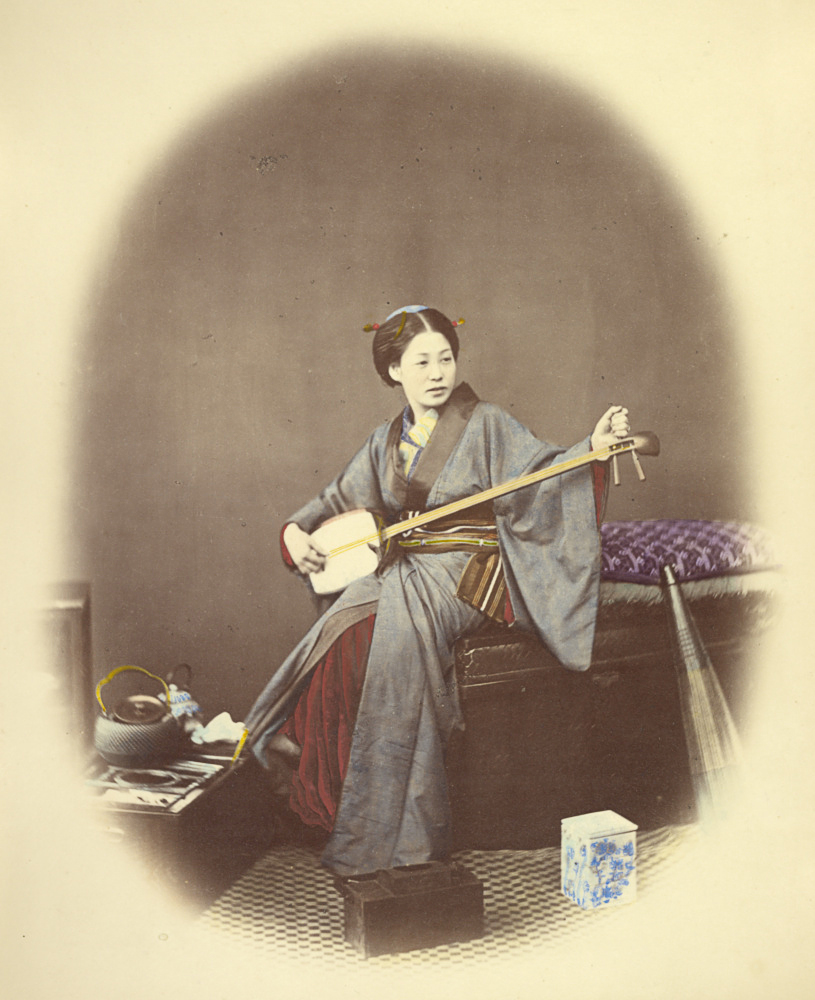
Felice Beato: Žena hrající na šamisen, asi 1860, ručně kolorovaná albuminová fotografie

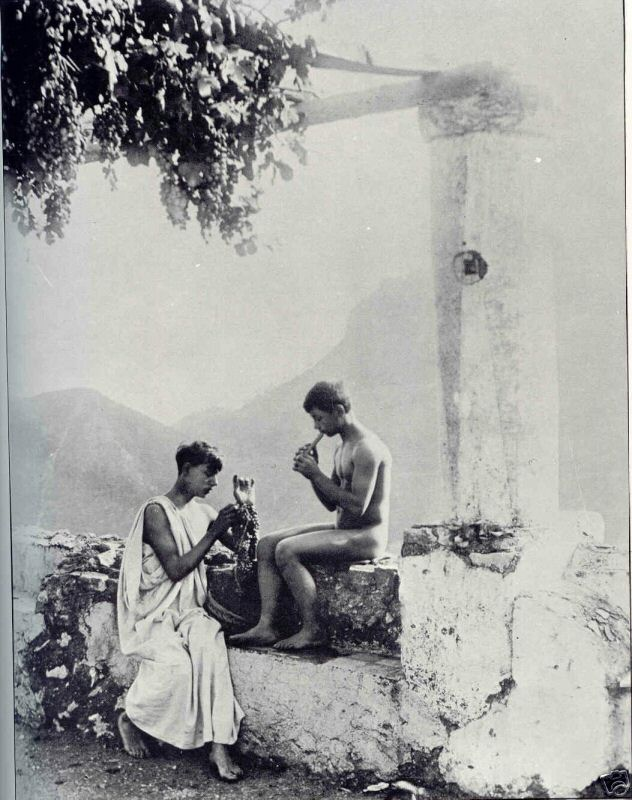
Wilhelm von Gloeden: Pastorální idyla, asi 1902, pastorála s postavami z dávné historie

Žánrová fotografie (fran. genre – druh, žánr) je variace žánrového umění. Jedná se o reprezentace, které představují scény nebo události z každodenního života, jako jsou trhy, domácí prostředí, interiéry, večírky, hostinské nebo pouliční scény. Nemá však pevné hranice a je určena především zažitými konvencemi. Mnoho děl pak jde napříč několika žánry a používá a kombinuje tyto konvence. Provedení může být realistické nebo zromantizované podle umělce.

## Historie
Fotografie vzešla z malířství, kde se slovem žánr označuje malba, při níž je na pozadí města či vesnice zachycen běžný život zpravidla prostých anonymních lidí. Nejde zde tedy o zobrazení či dokonce oslavu konkrétních osob, měst či krajiny, ale pouze o zobrazení divácky vděčné pracovní, obchodní, bitevní atd. scény. Ta může mít i komické vyznění. Žánr byl oblíben především ve druhé polovině osmnáctého a po celé devatenácté století.
Zatímco žánrová malba začala v 17. století reprezentací života v Evropě, vynález rozvoj fotografie se shodoval s érou evropského imperialismu od střední do pozdí části 19. století. Žánr fotografie - typicky pořizovaný během vojenské, vědecké nebo komerční expedice, často také zachycuje lidi z jiných kultur, které Evropané potkávali po celém světě.
I když rozdíly nejsou striktní, měla by být žánrová fotografie odlišena od etnografické studie, která ilustruje přímým pozorováním a popisnou studií kulturu a způsob života jednotlivých společností, a které představují jeden z takových oborů, jako jsou antropologie nebo behaviorální vědy.

## Fotografové
- Olympe Aguado

- Severin Nilsson

- Felice Beato

- Wilhelm von Gloeden

- Pietro Boyesen

- Paul Sinner (1838-1925, Německo) je považován za nejvýznamnějšího představitele své profese v Tübingenu a jednoho z nejvýznamnějších fotografů Württemberska. Jeho zvláštní úspěch spočíval v dokumentaci uměleckých starožitností a krojů ve Švábsku.

- Peter Henry Emerson (1856-1936 Velká Británie) byl britský fotograf, zakladatel naturalistické fotografie, razil heslo „věrohodnost zobrazení podle přírody“. Tvrdil, že úkolem umělce není zobrazovat svět pomocí triků a klamů, ale chtěl naopak zachytit svět tak, jak ho vidí lidské oko. Za svůj vzor v tomto pohledu považoval staré Řeky, Leonarda da Vinciho a malíře „naturalistické školy“. Jako velkého milovníka přírody jej inspiroval drsný pobřežní kraj v Norfolku na severovýchodu Anglie. Zde dokumentoval život místních rybářů a venkovanů. Vždy šlo o snímky reality bez dalších úprav, odmítal dokonce i následné drobné retuše. Současně pak Emerson věřil, že fotografie je umění a nikoliv pouze mechanická reprodukce.

- Gottlieb Schäffer (1861–1934, Německo)

- Into Konrad Inha (1865-1930 Finsko) byl žánrový fotograf, spisovatel, překladatel a umělec. Patřil mezi velké mistry finské fotografie. Vynikal zejména v dokumentování folklóru, starého způsobu života a finské krajiny.

- Julie Blackmonová (* 1966, USA) jako nejstarší z devíti dětí a sama matka tří, využívá své vlastní rodiny a domácnosti a „dokumentárně zkoumá fantastické prvky našeho každodenního života“.[1] Do svých snímků s pečlivě připraveným prostředím a precizně umístěnými rekvizitami přidává prvky humoru a fantazie. Tvoří tak díla, která se dotýkají každodenní reality i fikce.[2] Výsledné manipulované fotografie z rodinného života jsou plné výtržnictví a hravosti a působí nemožně až nereálně, připomínají obrazy nizozemských a vlámských malířů 17. století, zejména chaotické rodinné scény Jana Steena.[1]

## Galerie

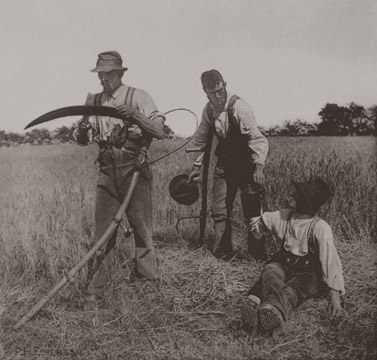
Peter Henry Emerson: Sklizeň ječmene, asi 1886
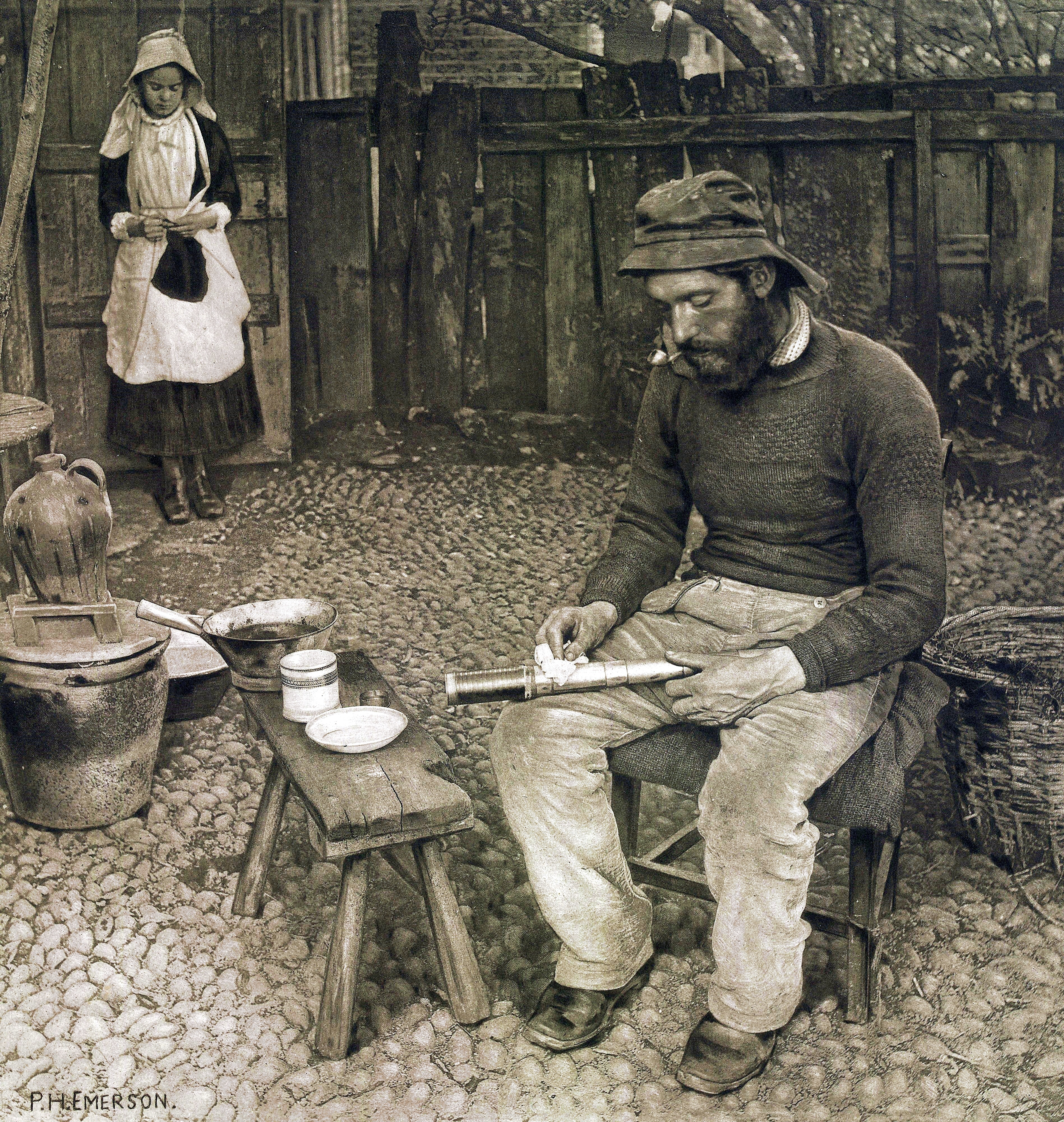
Peter Henry Emerson: Rybář doma, 1887
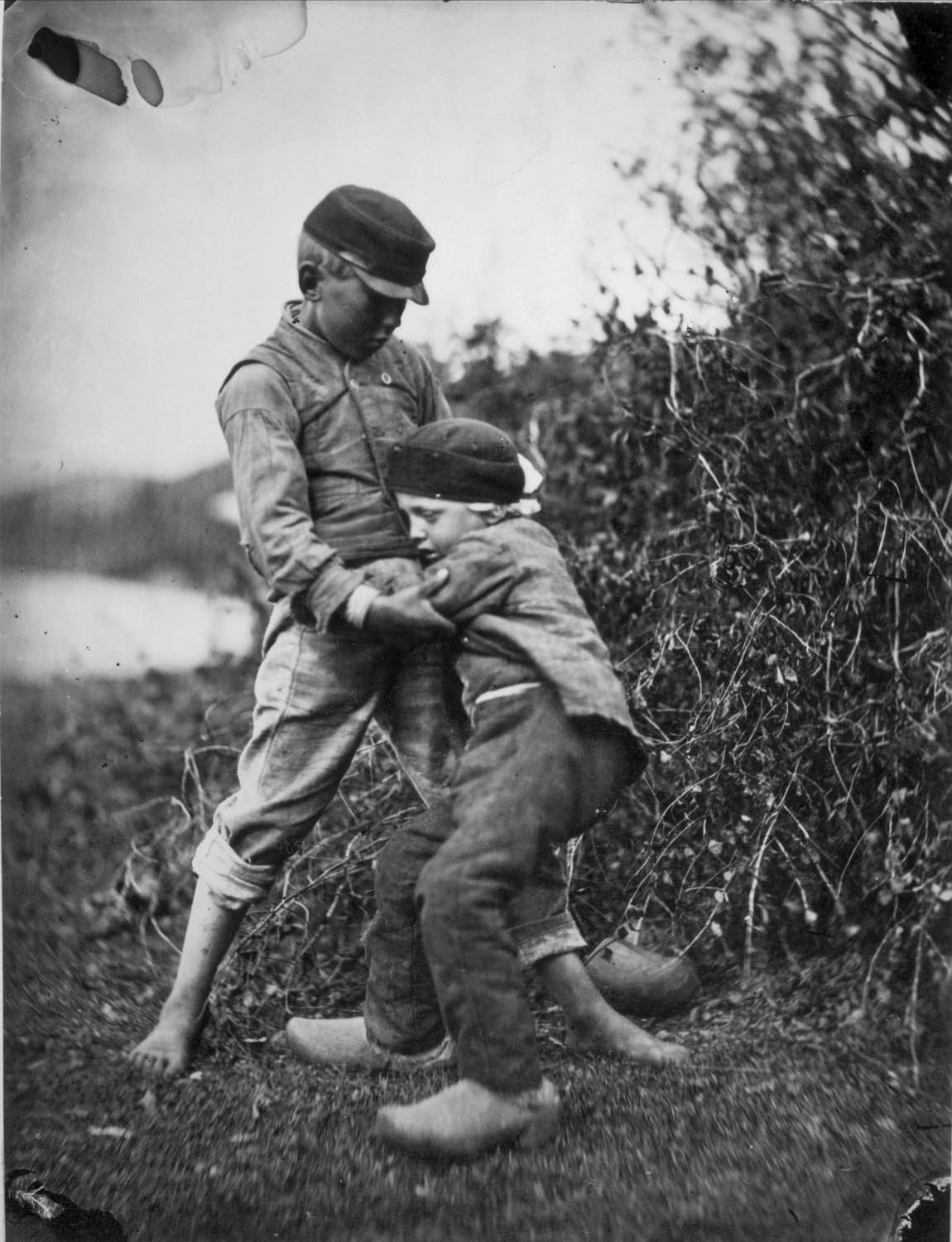
Severin Nilsson: Dva chlapci se perou, ca. 1880-1910
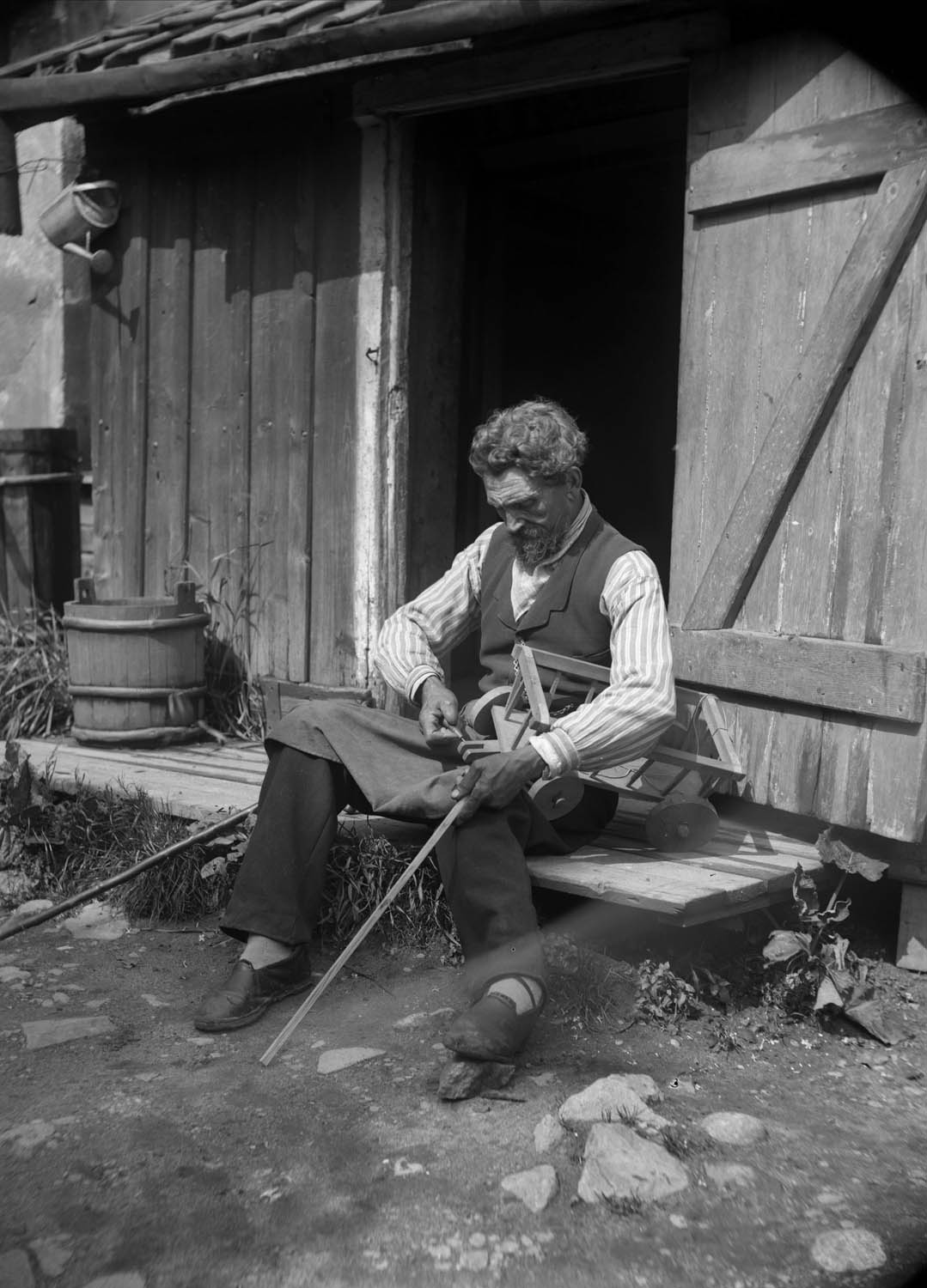
Severin Nilsson: Muž vyřezává hračku, ca. 1880-1910
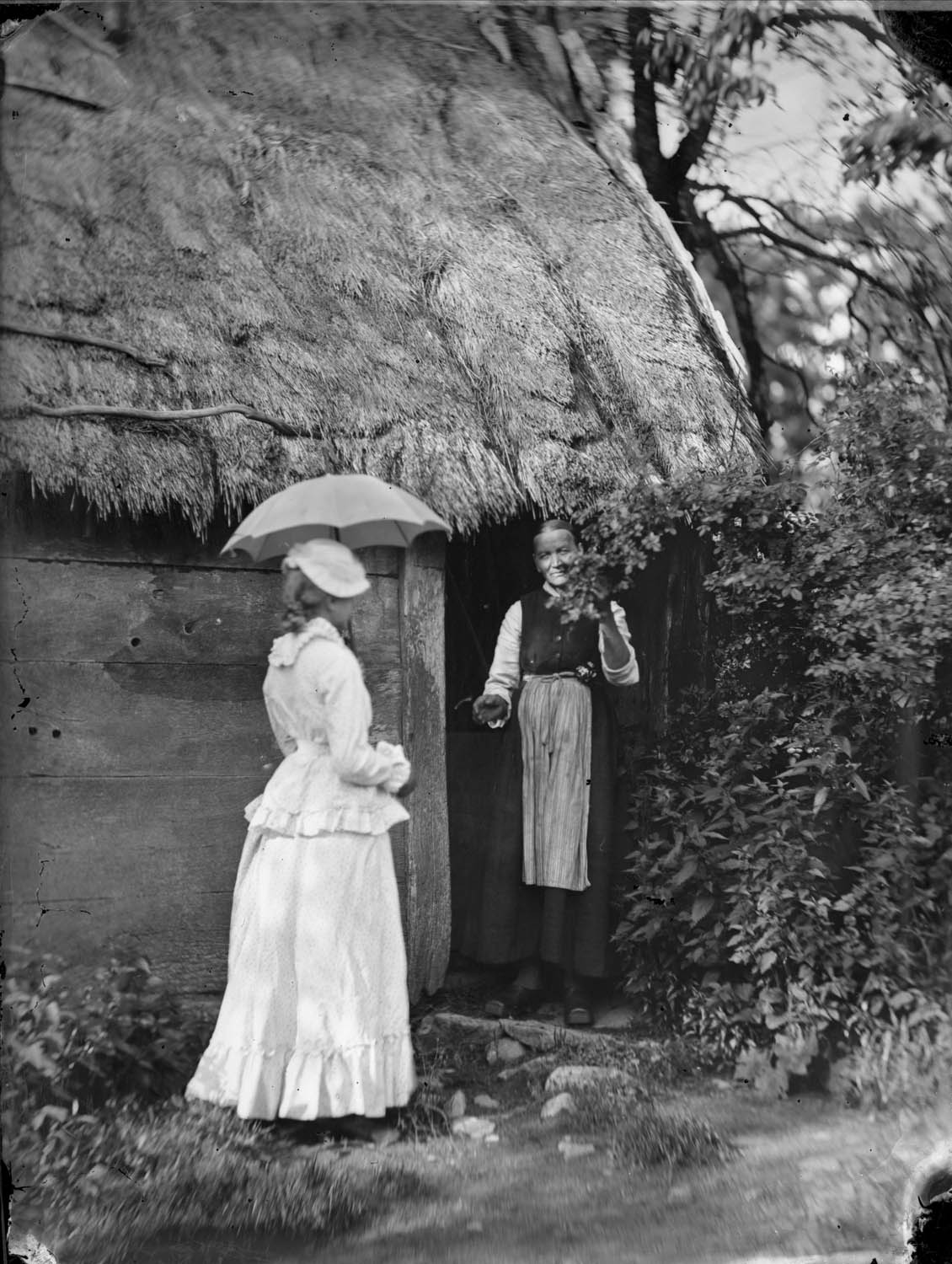
Severin Nilsson: Starší žena stojící ve dveřích do domu mluví s elegantně oblečenou dámou s deštníkem, Halland, pravděpodobně předloha obrazu, ca. 1880-1910
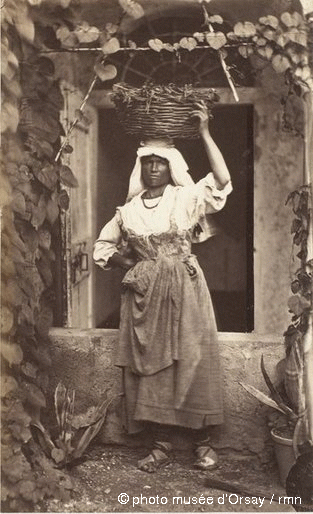
Pietro Boyesen: Italská žena s košíkem na hlavě, před 1872
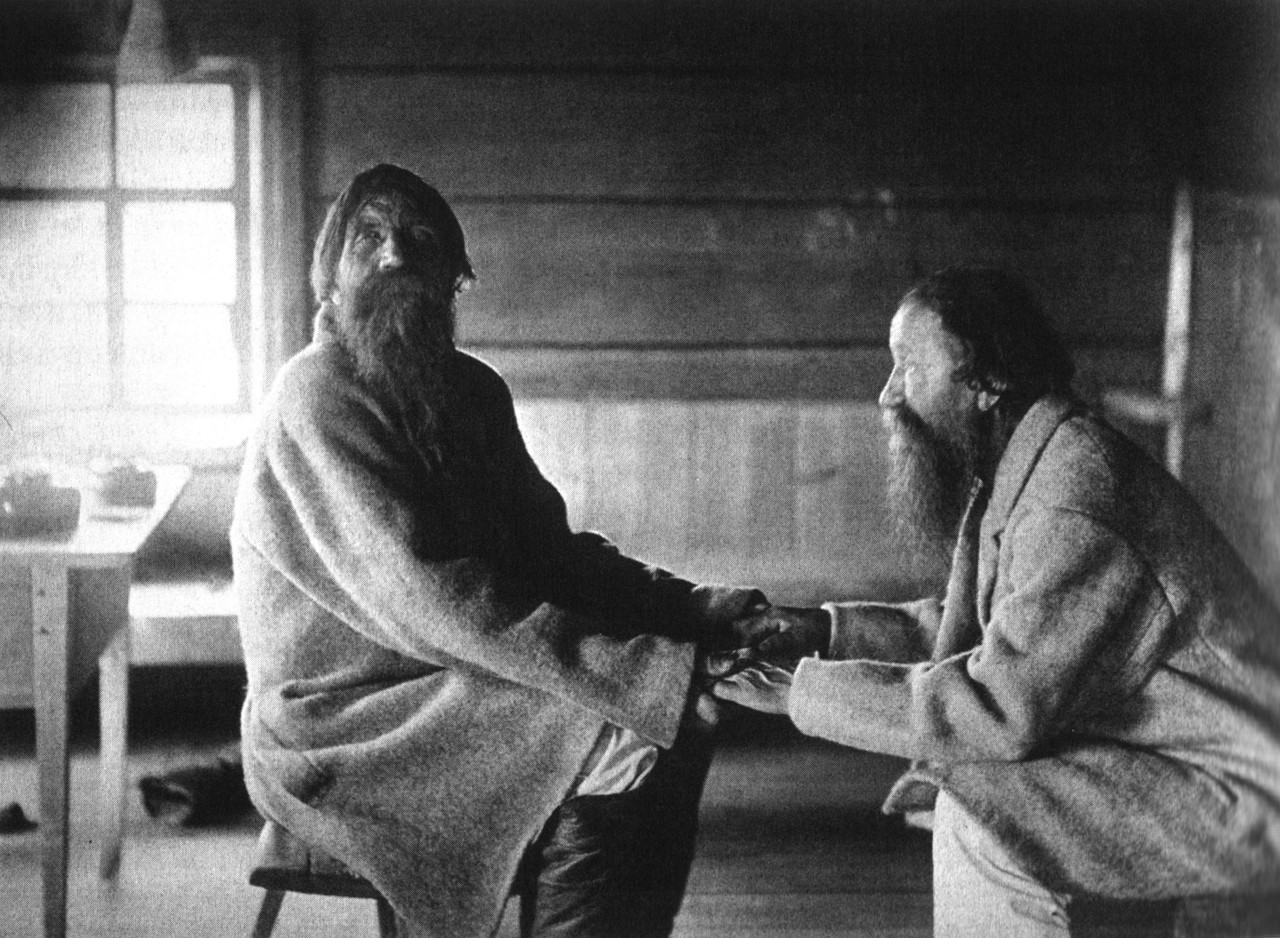
Into Konrad Inha: Bratři Poavila a Triihvo Jamanen přednášejí tradiční finskou lidovou poezii Kalevala v obci Uhtua, dnes Republika Karélie, 1894
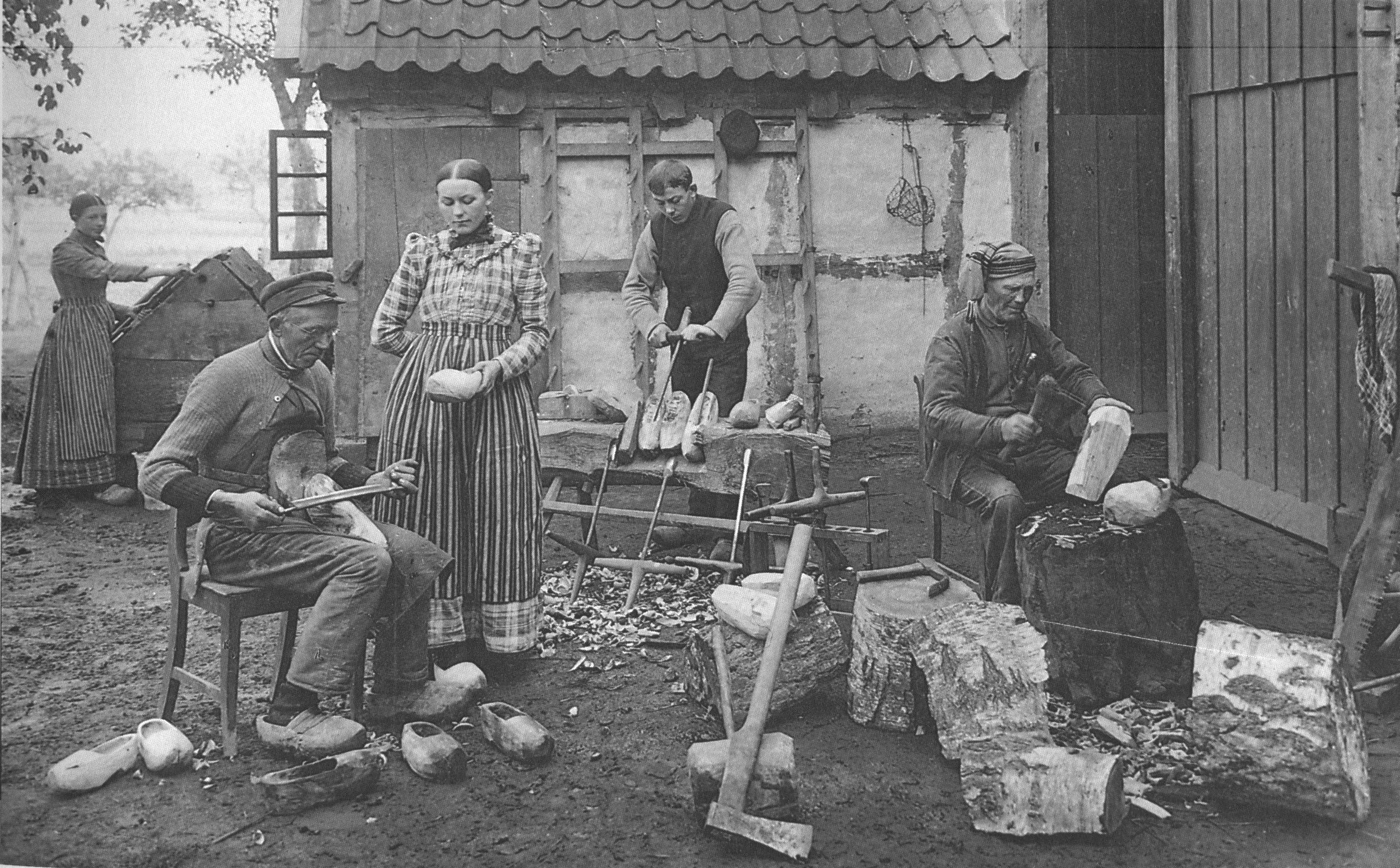
Gottlieb Schäffer: Řezbářská rodina při práci, 1905